# William C. Marland
William Casey Marland, född 26 mars 1918 i Johnston City i Illinois, död 26 november 1965 i Barrington i Illinois, var en amerikansk demokratisk politiker. Han var West Virginias guvernör 1953–1957.
Marland studerade vid University of Alabama och West Virginia University. I andra världskriget tjänstgjorde han i USA:s flotta. Han efterträdde 1953 Okey Patteson som West Virginias guvernör och efterträddes 1957 av Cecil H. Underwood.
Marland avled 1965 i bukspottkörtelcancer.